# کویتشیتسه
کویتشیتسه (به چکی: Kojčice) یک منطقهٔ مسکونی در جمهوری چک است که در ناحیه پلهریموو واقع شده‌است. کویتشیتسه ۵٫۹۷ کیلومتر مربع مساحت و ۳۰۴ نفر جمعیت دارد و ۴۸۸ متر بالاتر از سطح دریا واقع شده‌است.